# イパーチー年代記
『イパーチー年代記』（イパーチーねんだいき、ロシア語: Ипатьевская летопись）は、ルーシ（ロシアをはじめとする東スラヴ地域の古名）の歴史を記録した年代記（レートピシ）の一つである。またキエフ・ルーシ期の主要史料である。

## 成立
『イパーチー年代記』は、17世紀にコストロマのイパーチー修道院(ru)で発見された「イパーチー写本」（後述）を基幹として復元される年代記である。また、先行する史料や年代記を編集して作成された年代記集成（летописный свод）の性格も有する。かつて、20世紀前半の研究者アレクセイ・シャフマトフ(ru)は、14世紀初頭に編纂された何らかの年代記集成が利用されていると述べた。しかし現代ではこの説は否定的に見られており、『イパーチー年代記』の編纂は、13世紀末に行われたと考えられている。
『イパーチー年代記』は、以下の3種の年代記を基幹史料として編纂されている。
- 852年 - 1110年：『原初年代記』
- 1118年 - 1200年：『キエフ年代記』
- 1201年 - 1292年：『ガーリチ・ヴォルィーニ年代記(ru)』

さらに、本文の記述の前に、アスコルド、ジールに始まり、モンゴルのルーシ侵攻によるキエフの陥落（1240年のキエフの戦い）までの歴代キエフ大公の一覧が付されている。
また、上記の年代記以外に参照された資料に関して、以下のような説がある。
ボリス・ルィバコフ(ru)は、『イパーチー年代記』の1146年 - 1154年の出来事に関する著述が詳細であるのは、キエフ大公イジャスラフに仕えた貴族（ボヤーレ）のピョートル・ボリスラヴィチ(ru)の手による年代記を参照したことによると推測している。
1185年のノヴゴロド・セヴェルスキー公イーゴリによるポロヴェツ族への遠征（いわゆる『イーゴリ遠征物語』に語られる遠征）に関する記述は、下敷きとなった別の資料の存在が指摘されている。
現ロシアの研究者アレクサンドル・ウジャンコフ(ru)は、『ガーリチ・ヴォルィーニ年代記』の最初の部分は、ガーリチ・ヴォルィーニ公ダニールの人物伝として、年代記とは別に作成された書籍が結合されたものであると述べている。なお、この説を受け、А. В. Горовенко（A.V.ゴロヴェンコ）は、『ガーリチ公ダニール伝』は1268年以降に、ヴォルィーニにおいて、ヴォルィーニ公ウラジーミルの命によりキエフ年代記に挿入されたものであると述べている。
A.V.シェコフは、『イパーチー年代記』中のいくつかの記述は『チェルニゴフ年代記(ru)』を元に書かれていると述べている。
なお、1110年 - 1117年の記述は、同年代を記載する他の年代記には見られない、『イパーチー年代記』独自の記述である。

## 写本
『イパーチー年代記』は、以下のような同系統の写本群を有する。写本の成立事情により、『イパーチー年代記』を復元・刊本する場合、一般的には「イパーチー写本」を底本に据え、「フレーブニコフ写本」、箇所により「ポゴージン写本」を参照して校訂がなされている。
- 「イパーチー写本」あるいは「アカデミヤ写本[訳語疑問点]」（Ипатьевский список, Академический список） - 成立：1410年代 - 1420年代[1]。307葉から成る。17世紀にコストロマのイパーチー修道院(ru)で発見され[1]、1809年に歴史家ニコライ・カラムジンがサンクトペテルブルクのロシア科学アカデミー図書館(ru)の蔵書となっているのを再発見した。写本群のうちの代表的なものとみなされており、イパーチー年代記の名はこの写本にちなむ[1]。

- 「フレーブニコフ写本」(ru)あるいは「ネストル写本」（Хлебниковский список, Несторовский список） - 成立：16世紀後半の南西ルーシ(中澤 2014, p. 233)（おそらくキエフ・ペチェールシク大修道院）。帝政ロシアの蔵書家ピョートル・フレープニコフ(ru)が所有していた[8]。頁の喪失と、より古い写本の記述を元に復元されたことにより、記述内容に齟齬をきたしている箇所がある。

- 「ポゴージン写本」（Погодинский список） - 成立：1620年頃。フレーブニコフ写本の複製[9]。はじめ歴史家ミハイル・ポゴージン(ru)が所有していた。その後1852年にニコライ1世により、ロシア国立図書館に所収された。

- 「ヤロツキー写本」（Список Яроцкого） - 成立：1651年。フレーブニコフ写本を再編した写本[10]。ヴォルィーニ県クレメネツのЯ. В. ヤロツキーがロシア科学アカデミー図書館に寄贈した。

- 「エルモラエフ写本」（Ермолаевский список） - 成立：1710年頃。おそらく、ピョートル1世に仕えたドミトリー・ゴリツィン(ru)のためにキエフで作成されたものである。底本はフレーブニコフ写本であるが、ウクライナ語の語彙を用いて書き直された箇所が随所にみられる。画家・考古学者であったアレクサンドル・エルモラエフ(ru)の蔵書を経て、1814年にロシア国立図書館が収集した。

- 「クラクフ写本」（Краковский список） - 成立：1795 - 1796年。ポーランド人神父、歴史家のAdam Naruszewicz(ru)の手によるポゴージン写本の複製。ラテン文字によって書かれている。ポゴージン写本の欠損箇所を補う写本として重要な役割を担っている。